# Hevein
Hevein ist eine finnische Metalband aus Helsinki.
Charakteristisch für den Sound der Band ist die Kombination der für den Thrash Metal typischen Instrumentierung mit klassischen Instrumenten (Violine und Cello).

## Geschichte
Hevein wurde 1992 von Leif Hedström und Alpo Oksaharju als Nebenbeschäftigung gegründet. In den ersten Jahren arbeiteten sie hauptsächlich an der Entwicklung eigener Songs und spielten Coverversionen (u. a. von Pantera). 1998 kam Tomi Koivunen zur Band und kurz danach Aino Piipari (Kiova). Die ersten Demos wurden aufgenommen.
Komplettiert wurde die Band jedoch erst mit dem Zugang von Max Lilja (Ex-Apocalyptica, Tekija Tuntematon, Jo Hope) im Jahr 2002 und Juha Immonen 2003. Im Oktober 2004 unterzeichneten sie beim Label Spinefarm Records einen Plattenvertrag. Nach der Erweiterung der Band durch Bassist Janne Jaakkola (7th Labyrinth) erschien im Herbst 2005 in Finnland das Debütalbum Sound Over Matter, welches im Sommer 2006 auch international veröffentlicht wurde. Das Artwork des Albums entwarf Schlagzeuger Alpo.
Im November 2007 begannen die Arbeiten an dem neuen Album Gentle Anarchy. Ende März 2008 verließ Gründungsmitglied Alpo die Band und Otto Outila trat an seine Stelle. Ende November 2008 trennten sich die Band und Spinefarm Records voneinander. Später ersetzt Toni Paananen Otto Outila. Dies gab die Band am 7. Oktober 2011 bekannt.

## Diskografie

### Demos
- 1999: Heartland
- 2001: Reverance
- 2002: Only Human
- 2003: Fear Is...
- 2004: Break Out The Hammers (EP)
- 2003: Fear Is... Only Human (EP)

### Alben
- 2005: Sound Over Matter (in Finnland; 2006 in Europa)

### Extended Plays
- 2012: Gentle Anarchy (Promo-EP)[2]

### Singles
- 2005: iOta
- 2005: As Far As The Eye Can See
- 2011: Nor[3]

### Musikvideos
- 2006: Last Drop Of Innocence
- 2011: Nor[4]